# Faal (Band)
Faal (niederländisch Versagen) war eine 2005 gegründete Funeral-Doom-Band.

## Geschichte
Faal wurde 2005 in den Niederlanden gegründet. Seit der Gründung wechselte die Besetzung der Gruppe mehrfach. Einzig der Gitarrist Pascal Vervest ist von der ersten Besetzung der Band verblieben. Seit der Veröffentlichung des Debüts trat die Gruppe dennoch international auf und spielte unter anderem gemeinsam mit Ataraxie, Isole, Forgotten Tomb, The Ocean, October Tide und Mourning Beloveth.
Mit dem über Ván Records veröffentlichten Album Abhorrence-Salvation debütierte Faal 2008. Dieses Album erhielt überwiegend gute Kritiken, die in einer zügig ausverkauften Erstpressung mündeten. Nach dem Debüt brachte Faal weitere Veröffentlichungen mit großen Zeitabständen heraus, die Alben The Clouds Are Burning 2012 und Desolate Grief 2018. Beide Alben wurden medial breit rezipiert. Dabei wurde The Clouds Are Burning zumeist besser als das nachfolgende Desolate Grief beurteilt. In der Zeit zwischen den Veröffentlichungen der Alben bestritt die Band gemeinsam mit Eye of Solitude und The Drowning eine Tournee durch England, Holland und Belgien. Aus dieser Tournee ging 2015 eine Split-EP mit Eye of Solitude hervor.
In der Nacht auf den 5. November 2022 erlitt Pascal Vervest, nach dem Besuch des Festivals Dutch Doom Days, einen schweren Unfall, an dessen Folgen er am 9. November verstarb. Die Band schloss bestehende Aufnahmen ab. Einige Stücke, mit welchen die Musiker unzufrieden waren, wurden verworfen. Die verbliebenen zwei Titel wurden als Download-EP im Februar 2022 posthum veröffentlicht. Der Tod von Vervest gilt als Ende der Band.

## Stil
Die von Faal präsentierte Musik wird dem Funeral Doom zugeordnet. Als weiterer Einfluss werden gelegentlich Black Metal und Post-Metal angeführt.
Der Klang des Keyboards sei „bis auf wenige Ausnahmen, sehr dezent in den Hintergrund gestellt“, wohingegen zentral arbeiten „schwere Gitarren, wuchtige Drums und tiefer gutturaler Gesang“ stünden. Der Spannungsaufbau der einzelnen Stücke sei indes mit „Parallelen zum Post Rock“ assoziierbar, während die Dynamik die Musik „der Marke Funeral Doom mit Elementen aus den Bereichen Death und Black Metal“ anreichere.

## Diskografie
- 2008: Abhorrence-Salvation (Album, Ván Records)
- 2012: The Clouds Are Burning (Album, Ván Records)
- 2015: Eye of Solitude/Faal (Split-EP mit Eye of Solitude, Kaotoxin Records)
- 2018: Desolate Grief (Album, Ván Records)
- 2020: Neither Tide Nor time (Split-EP mit Fading Bliss, Malpermesita Records)
- 2024: Fin (Download-EP, Selbstverlag)